# Batallón de Comunicaciones 141
El Batallón de Comunicaciones 141 (B Com 141) es una unidad de comunicaciones del Ejército Argentino con asiento en el cuartel "Unión" de la guarnición militar de Córdoba, y que depende del Comando de la 2.ª División de Ejército "Ejército del Norte" (ex Cpo Ej III).
Este batallón de comunicaciones fue creado en el año 1964 y ocupa su actual cuartel desde el año 1994 conviviendo en la guarnición junto a otras unidades como la unidad B Icia 141 "Gral. Iribarren" y el Cdo D Ej 2 (comando de división de ejército 2).

## Historia
Por resolución superior del 10 de noviembre de 1964, fue creado el Batallón de Comunicaciones 141 con fuerzas del 3.er Batallón de Comunicaciones, dependiente del III Cuerpo de Ejército con asiento en Córdoba. Con asiento en el cuartel militar de Parque Sarmiento, en ciudad de Córdoba.

### Copamiento de la unidad
El 19 de febrero de 1973 la Compañía «Decididos de Córdoba» del Ejército Revolucionario del Pueblo copó al Batallón de Comunicaciones 141, robando dos toneladas de armamento y munición. El 18 de febrero de 1973 a las 0:30 horas de la mañana comenzó el deslazamiento de la primera compañía organizada Decididos de Córdoba  del ERP , y lo tomó en una operación sin bajas de ningún lado: no se disparó un solo tiro en la acción. En ese momento se encontraban en el cuartel un teniente primero, un subteniente, cinco suboficiales, y unos 100 soldados conscriptos. Todos fueron reducidos y desarmados.  No hubo bajas en ninguno de los dos bandos. Se apropiaron de casi dos toneladas de armamento (74 fusiles FAL, 2 fusiles FAP, 112 pistolas, 2 ametralladoras MAG, 5 lanzagranadas, 74 pistolas ametralladoras, 600 proyectiles para fusil y demás municiones), que servirán para las unidades que abrirían un frente rural en Tucumán. Las armas se cargaron en un camión del batallón. Esta acción fue dirigida por un joven cuadro militar, Juan Eliseo Ledesma que tenía 21 años y planificada y supervisada por el mismo Mario Roberto Santucho. 

### Muerte del cabo Bulacio
El 10 de agosto de 1976, el cabo Jorge Antonio Bulacio conducía un camión en la Ruta Nacional 9 junto con dos conscriptos. Se detuvo a ayudar a dos personas que, aparentemente, necesitaban ayuda con su automóvil averiado. Las personas, guerrilleras de los Montoneros, asesinaron a balazos al cabo Bulacio e incendiaron al camión con bombas molotov. Los conscriptos escaparon salvándose.

### Desaparición del soldado Bustos Toloza
El 10 de septiembre de 1976 el soldado Jorge Dante Bustos Tolosa, que era estudiante de medicina y estaba a punto de ser dado de baja  cuando fue secuestrado en el mismo casino de oficiales del Batallón y se encuentra  desaparecido.Otro soldado conscripto que se desempeñaba como mozo en el Casino de Oficiales declaró que Bustos Toloza había sido detenido allí por dos oficiales. Lo golpearon mucho, esperaron la oscuridad y lo sacaron del Batallón a las nueve de la noche. El 11 de septiembre de 1976, un día después del secuestro de Bustos Toloza, fuerzas militares dependientes del  jefe de Batallón, teniente coronel Cesar Emilio Anadón allanaron el domicilio de su  familia.  Lo mismo ocurrió al día siguiente, bajo el mando del mismo oficial, cuyo número de Instituto fue, según él manifestó, 14.737. Bustos Toloza fue torturado en  el centro clandestino de detención La Perla y asesinado. Tenía 21 años y había nacido en Rio Tercero, Córdoba. Era militante del PRT-ERP. El 26 de noviembre de 1976 el teniente coronel César Emilio Anadón pasó a desempeñarse como Jefe del Destacamento de Inteligencia 141, con plena autoridad sobre el centro clandestino de detención "La Perla".

### Actividad posterior
Si bien el Batallón de Comunicaciones 141 no participó en la Guerra de Malvinas, miembros de esta unidad de comunicaciones estuvieron desplegados en las Islas Malvinas.
En 1994 abandonó su asiento de Parque Sarmiento y se instaló en la guarnición militar de Córdoba, en camino a La Calera km 8 ½.